# Jože Bertoncelj (alpski smučar)
Jože Bertoncelj, slovenski alpski smučar, * 6. april 1922, Jesenice, Ljubljanska oblast, Kraljevina SHS, † 16. maj 2012, Jesenice, Slovenija.
Za jugoslovansko reprezentanco je Bertoncelj nastopil na Zimskih olimpijskih igrah 1948 v Sankt Moritzu, kjer je osvojil 80. mesto v smuku ter 51. mesto v alpski kombinaciji.